# TTF Bad Honnef
Der TTF Bad Honnef ist ein deutscher Tischtennisverein aus Bad Honnef.
Die Herrenmannschaft schaffte bis 1992 siebenmal in Folge den Aufstieg von der Kreisliga in die Zweite Bundesliga. Um die Belange kümmerte sich von 1988 bis 1995 der Manager Jürgen Grosse, danach Jochen Lang. 1993/94 gewann das Team in der 2. BL alle Spiele und stieg in der Besetzung Fan Changmao, Zoltan Fejer-Konnerth, Andreas Fejer-Konnerth, Jochen Lang, Matthias Höring und Matthias Hüttemann in die Erste Bundesliga auf. Es spielte sechs Jahre lang in dieser Klasse, bis der Verein am Ende der Saison 1999/2000 freiwillig zurückzog. Am erfolgreichsten war man 1996/97 mit Platz vier.
Im ETTU Cup erreichte der Verein zweimal das Endspiel, das 1998 gegen TTC Zugbrücke Grenzau und 1999 gegen TTC Jülich verloren wurde.
Bekannte Spieler waren Torben Wosik, Michael Plum (Spielertrainer bis 1992), Scott Boggan, Miroslav Broda, Günter Kuschmierz, Carsten Matthias, Hans-Joachim Nolten, Sun Jianwei, Mikael Appelgren, Jean-Michel Saive, Ding Song, Károly Németh.